# Un poco loco
Un Poco Loco (Un po' pazzo in spagnolo) è un'opera del pianista e compositore jazz Bud Powell. Il brano fu registrato per la prima volta durante una session per la Blue Note nel 1º maggio del 1951, con Powell al pianoforte, Curly Russell al contrabbasso, e Max Roach alla batteria. Il critico letterario Harold Bloom ha inserito questo pezzo nella sua breve lista dei più grandi prodotti dell'arte americana del XX secolo.

## Discografia
- The Amazing Bud Powell, Volume One (versione rimasterizzata) -- include l'intera sessione del primo maggio 1951, contenente la versione finale di "Un Poco Loco" più altre due versioni.